# Trichostomum platyphyllum
Trichostomum platyphyllum là một loài Rêu trong họ Pottiaceae. Loài này được (Broth. ex Iisiba) P.C. Chen miêu tả khoa học đầu tiên năm 1941.